# Meotové
Meotové (řecky Μαιῶται, latinsky Maeotae) je souhrnný název starověkých kmenů obývajících jižní a jihovýchodní pobřeží Azovského moře a oblasti podél středního toku Kubáně v 1. tisíciletí před naším letopočtem.
Jméno „Meotové“ se nachází u starověkých řeckých autorů a v nápisech na bosporských památkách. Starověký historik a geograf Strabón zařadil mezi Meoty kmeny Syndi, Dandari, Doschi a mnoho dalších. Lingvisticky tato skupina nebyla homogenní, někteří byli příbuzní Adygejců, někteří pocházeli z íránské jazykové skupiny.
Meotové nebyli kočovníky. Hlavním zaměstnáním Meotů bylo zemědělství, chov dobytka a rybolov. Zabývali se také řemesly a obchodovali s řeckými koloniemi na pobřeží Azovského a Černého moře. Ve 3. a 4. století před naším letopočtem se některé z meotských kmenů podřídily vládě Bosporského království.
Ve starověku Azovské moře bylo pojmenováno podle Meotů jako Maeotis nebo jezero Maeotia.

## Galerie

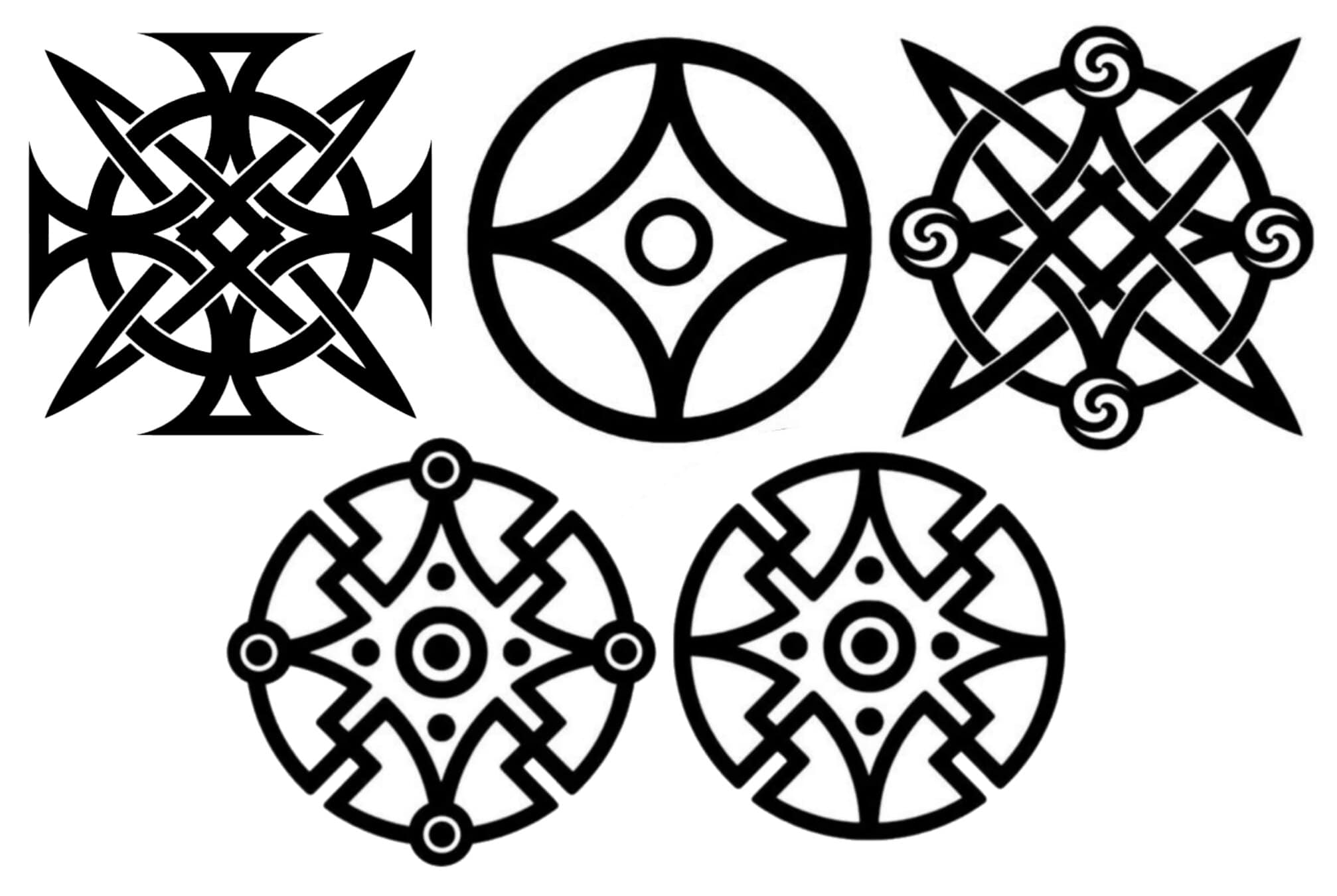
Meotské symboly
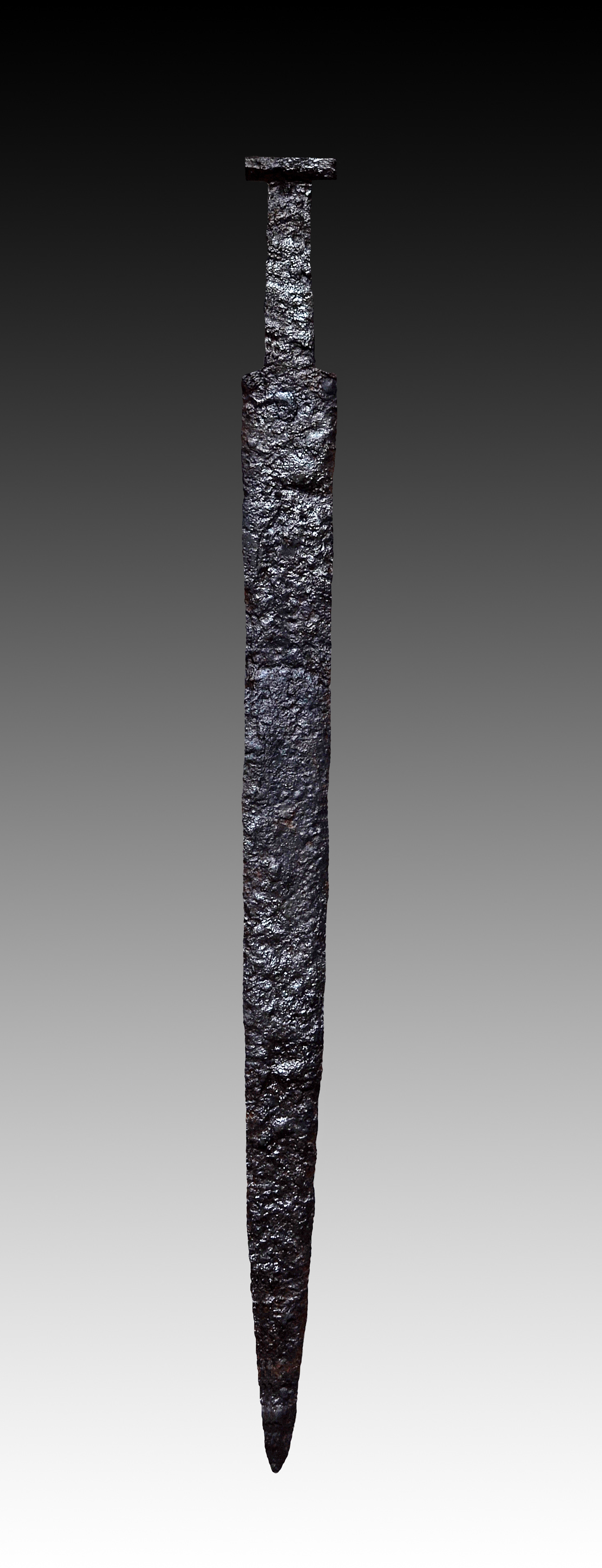
Meotský meč